# Ginga Senpū Braiger
Ginga Senpū Braiger (jap. 銀河旋風ブライガー) ist eine Animeserie von Studio Kokusai Eigasha, die durch zwei weitere Serie fortgesetzt wurde. Zusammen sind die drei Serien auch als J9-Serie bekannt.

## Inhalt
Im Jahr 2111 wurde das Sonnensystem von der Menschheit kolonisiert. Doch die Menschen auf der Erde und auf den anderen Planeten sind in verschiedene Einflusssphären aufgeteilt und Verbrechen großer krimineller Organisationen sind Alltag. Die Söldnergruppe Cosmoranger J9 kämpft mit ihrem Kampfroboter Braiger gegen diese Organisationen in Missionen, die die Polizei nicht übernehmen will. Sie besteht aus Razor Isaac, Blaster Kid, Flying Bowie und Angel Omachi. Als König Carmen Carmen den Jupiter zerstören will, um eine zweite Sonne und neue Planeten zu erschaffen, sind die vier Kämpfer die einzigen, die ihn aufhalten und die bedrohten Bewohner der Erde retten können.
Die Fortsetzung spielt 300 Jahre nach der Zerstörung des Jupiter. Die Bakufu-Regierung bescherte dem Sonnensystem eine Zeit des Friedens, der nun bedroht ist. Die J9-Gruppe besteht noch immer, nun aus Don Condole, Schutteken, Billy, Thauma und Laila. Sie stehen an der Seite der Regierung, um sie zu verteidigen. Die Geschichte erzählt die Ereignisse des Boshin-Kriegs in Japan im 19. Jahrhundert nach, versetzt in eine Science-Fiction-Umgebung.
Die dritte Fortsetzung erzählt eine Geschichte angelehnt an die Zeit der Prohibition in den Vereinigten Staaten und an Jules Vernes Roman Reise um die Erde in 80 Tagen. Mit seinen Kameraden und dem Roboter Sasrygar will der Gangster Bloody God alle 50 Planeten des Sonnensystems besuchen, um eine Wette mit dem Mafiaboss IC Blues zu gewinnen. Der und seine Untergebenen versuchen ihn immer wieder, daran zu hindern.

## Produktion und Veröffentlichung
Der Anime entstand beim Studio Kokusai Eigasha unter der Regie von Takao Yotsuji. Hauptautor war Yū Yamamoto. Das Charakterdesign wurde entworfen von Kazuo Komatsubara, während Yuichi Higuchi für das Mechadesign verantwortlich war. Die künstlerische Leitung lag bei Tadami Shimokawa und Taira Takashima. Die Produzenten waren Shigeo Tsubota und Tokichi Aoki. Die 39 Folgen wurden von TV Tokyo vom 6. Oktober 1981 bis 30. Juni 1082 ausgestrahlt. Enoki Films brachte den Anime auf Englisch heraus und diverse Sender zeigten eine Synchronfassung in Italien. Internationale Titel der Serie sind Galaxy Cyclone Bryger und Cosmo Runner.
Eine Fortsetzung namens Ginga Reppū Baxingar folgte am 6. Juli 1982 bis 29. März 1983 beim gleichen Sender. Auch diese Serie wurde bei Kokusai Eigasha produziert, nun unter der Regie von Yoshikata Nitta. Das Mechadesign entwarf Hiroshi Onishi, im Übrigen war das gleiche Team beteiligt. Die 39 Folgen wurden auch von Enoki Films veröffentlicht und liefen auf Spanisch in Lateinamerika gezeigt. International wurde die Serie als Galactic Gale Baxinger und Cosmo Ranger bekannt.
Unter dem Titel Ginga Shippū Sasuraiger wurde eine dritte Serie produziert, nun wieder mit Regisseur Takao Yotsuji. Hiroshi Nishi war für Mechadesign verantwortlich. Die Erstausstrahlung der 43 Folgen geschah vom 5. April 1983 bis 31. Januar 1984 bei TV Tokyo. Auch dieser Anime wurde von Enoki Films auf Englisch herausgebracht und auch als Galactic Whirlwind Sasuraiger und Wonder Six bekannt.

### Synchronisation
| Rolle         | japanischer Sprecher (Seiyū) |
| ------------- | ---------------------------- |
| Rasupuran     | Banjō Ginga                  |
| Erzähler      | Hidekatsu Shibata            |
| Pancho Poccho | Jōji Yanami                  |
| Blaster Kid   | Kaneto Shiozawa              |
| Steven Bowie  | Katsuji Mori                 |
| Mai Lin Ho    | Kazumi Amemiya               |
| Carmen Carmen | Kazumi Tanaka                |
| Issac         | Kazuyuki Sogabe              |
| Dairon        | Kōhei Miyauchi               |
| Ming Lin Ho   | Kyōko Tonguu                 |
| Edmon         | Masashi Amenomori            |
| Geratano      | Naoki Tatsuta                |
| Poyon         | Tomiko Suzuki                |
| Angel Omachi  | Yōko Asagami                 |

### Musik
Die Musik der ersten und zweiten Serie wurde komponiert von Masayuki Yamamoto. Für die dritte Serie übernahm das Joe Hisaishi. Das Vorspannlied ist Ginga Senpuu Braiger und für den Abspann wurde Sasurai Kid verwendet, beide Lieder von Isao Taira. Der Abspann der letzten Folge ist mit dem Lied Abayo Fly Bye von Yukio Yamagata unterlegt.
Die zweite Serie hat das Vorspannlied Ginga Reppuu Baxinger von Yukio Yamagata und Satoshi Sakabe, der Abspanntitel ist Asteroid Blues von Naomi Masuda. Für den dritten Anime wurde Ginga Shippu Sasuraiger von Motchin für den Vorspann verwendet, das Abspannlied ist Happy Song von Masuda Naomi.

## Rezeption
Die „lebhafte“ Serie, so die Anime Encyclopedia, war in Japan erfolgreich. Daher wurden auch zwei Fortsetzungen produziert. Die dritte wurde wegen der nachlassenden Popularität dann fröhlicher und mit mehr Humor versehen als die beiden Vorgänger.